# Lacs (Pobřeží slonoviny)

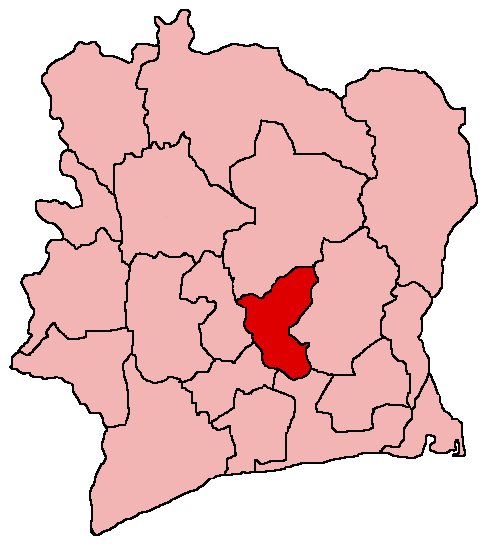
Poloha regionu Lacs na mapě Pobřeží slonoviny

Lacs byl jedním z 19 regionů republiky Pobřeží slonoviny, které existovaly do roku 2011, kdy proběhla reorganizace územně-správního členění státu. Jeho rozloha činila 8940 km², v roce 2002 zde žilo 597 500 obyvatel. Hlavním městem regionu bylo Yamoussoukro.
V roce 2011 byl sloučen s regionem N'zi-Comoé do distriktu Lacs, zároveň z něj byly vyčleněny departementy Yamoussoukro a Attiégouakro jako „autonomní disktrikt Yamoussoukro“.